# SuperM
SuperM (Hangul: 슈퍼엠) là một nhóm nhạc đặc biệt Hàn Quốc được thành lập vào năm 2019 bởi SM Entertainment và Capitol Music Group. Nhóm bao gồm 7 thành viên, bao gồm 6 thành viên từ ba nhóm nhạc nam SM: Taemin từ Shinee; Baekhyun và Kai từ EXO; Taeyong, Mark, và Ten từ NCT (trong đó Taeyong và Mark từ nhóm nhỏ NCT 127, Ten từ nhóm nhỏ WayV), và Lucas, là cựu thành viên của NCT và nhóm nhỏ WayV. Vào ngày 4 tháng 10 năm 2019, nhóm chính thức ra mắt với EP cùng tên. EP đầu tay của nhóm nhanh chóng đạt vị trí đầu tiên trên bảng xếp hạng Billboard 200, giúp họ trở thành nghệ sĩ châu Á đầu tiên đứng đầu một bảng xếp hạng âm nhạc tại Hoa Kỳ chỉ với sản phẩm ra mắt. Đĩa đơn đầu tay của nhóm, "Jopping", được Billboard lựa chọn là một trong 25 bài hát K-pop tiêu biểu của năm 2019.

## Lịch sử
Tất cả các thành viên của SuperM được tập hợp từ các nhóm nhạc nam hiện có trong SM Entertainment. Taemin ra mắt với tư cách là thành viên của Shinee vào tháng 5 năm 2008. Baekhyun và Kai đã ra mắt với tư cách là thành viên của EXO vào tháng 4 năm 2012. Taeyong, Ten và Mark đã ra mắt với tư cách là thành viên của NCT vào tháng 4 năm 2016. Lucas ra mắt trong tháng 2 năm 2018 là một thành viên mới của NCT. Taeyong và Mark sau đó ra mắt tại NCT 127, vào tháng 7 năm 2016, trong khi Ten và Lucas ra mắt vào nhóm nhỏ của NCT tại Trung Quốc, WayV, vào tháng 1 năm 2019.
Vào năm 2019, trước khi có thông báo chính thức về sự ra mắt của SuperM, đã có tin đồn cho rằng SM Entertainment đang lên kế hoạch ra mắt một "siêu nhóm nhạc K-pop". Vào ngày 7 tháng 8 năm 2019, Steve Barnett, chủ tịch của Capitol Music Group và người sáng lập SM Entertainment, Lee Soo-man đã chính thức công bố nhóm là SuperM tại Captain Congress 2019. Chữ "M" trong SuperM là viết tắt của cả Matrix và Master, với mỗi thành viên đã là một ngôi sao trong các nhóm nhạc của riêng họ. Đoạn video tiết lộ các thành viên của nhóm, với mỗi người đều có khả năng hát, rap và nhảy. Ông Lee Soo-Man mô tả nhóm là "Avengers của K-pop", nhóm tập trung chủ yếu vào biểu diễn âm nhạc. Giám đốc điều hành của SM A&R, Chris Lee, tuyên bố rằng nhóm hoạt động được khoảng một năm và lấy cảm hứng từ Avengers vì theo anh, "Mỗi Avenger có bộ phim riêng, Iron Man có phim riêng của anh ấy và Thor cũng có phim riêng của mình, nhưng cùng nhau, họ tạo nên sức mạnh tổng hợp, do đó, các thành viên sẽ theo đuổi sự nghiệp và nhóm riêng của họ nhưng cũng tham gia thành một nhóm."
Ngay khi dự án được công bố, khán giả và người hâm mộ có rất nhiều ý kiến trái chiều. Một số người hâm mộ nhiệt tình cho buổi ra mắt của nhóm sau khi phát hành đoạn giới thiệu đầu tiên tại Capitol Congress 2019, trong khi những người khác lo ngại về SM Entertainment ưu tiên nhóm mới thành lập của họ trong khi các thành viên EXO chưa kịp ra mắt solo trước khi thực hiện nghĩa vụ quân sự bắt buộc và việc nhóm ra mắt tại Hoa Kỳ thay vì Hàn Quốc. Trả lời với MTV News, Caitlin Kelley cho rằng: "Điều quan ngại nhất là không dễ để kết hợp sức mạnh của nhiều nhóm fan hâm mộ" và cảm thấy rằng cấu trúc của nhóm có thể phức tạp đối với khán giả Mỹ, mặc dù cô cho rằng: "Thực tế là SuperM có tiềm năng tạo ra hot trend trên toàn thế giới. Mức độ tranh luận của các cộng đồng fan hâm mộ chính là sự quan tâm rộng rãi trong công chúng - bây giờ chỉ là vấn đề xoay chuyển dư luận."  Kate Halliwell của The Ringer đã viết, "Rất nhiều người ủng hộ một số nhóm trong K-pop nói chung, và thật hợp lý khi các thành viên họ yêu thích lại ở trong cùng một nhóm... nhưng việc cạnh tranh của người hâm mộ sẽ làm cho cộng đồng fan này thiếu sự đoàn kết." Cô nói thêm rằng sự ra mắt của nhóm một lần nữa chứng minh phản ứng dữ dội của các cộng đồng fan với nhau.

### 2019: Ra mắt và thành công buổi đầu
SuperM đã quảng bá mini album đầu tay của họ ở cả Hoa Kỳ và Hàn Quốc, gồm 8 phiên bản khác nhau. Một vài video giới thiệu của nhóm đã được đăng trên các kênh truyền thông xã hội khác nhau của SuperM. Nhóm quay video âm nhạc đầu tay của họ tại Dubai vào tháng 8 năm 2019.  MV ra mắt của nhóm được phát hành vào ngày 4 tháng 10, với phần nhạc của một trong những bài hát của album, "I Can Stand the Rain", phát hành vào ngày 28 tháng 8. Cho đến nay, SuperM phát hành duy nhất 1 MV là "Jopping". Mini album ra mắt của họ giành vị trí đầu tiên trên bảng xếp hạng album Billboard 200, trở thành nhóm nhạc Kpop thứ 2 làm được điều này, bán được 168.000 bản album tương đương trong 1 tuần tính đến ngày 10 tháng 10.
SuperM đã tổ chức ra mắt concert của họ tại Los Angeles vào ngày 5 tháng 10, và ra mắt truyền hình Hoa Kỳ trên The Ellen DeGeneres Show vào ngày 9 tháng 10.  Nhóm đã tổ chức chuyến lưu diễn đầu tiên, We Are the Future Live, với 10 đêm diễn ở Bắc Mỹ từ tháng 11 năm 2019 đến tháng 2 năm 2020. Chuyến lưu diễn sau đó được mở rộng tới Mỹ Latinh và Châu Âu, với ba đêm diễn vào tháng 2 năm 2020. Nhóm đã bán sạch vé tại buổi hòa nhạc tại O2 Arena, Luân Đôn, Anh. Đêm diễn của nhóm ở Tokyo Dome, dự kiến diễn ra ngày 23 tháng 4 năm 2020 đã bị hoãn lại vô thời hạn do ảnh hưởng của đại dịch COVID-19. Nhóm sau đó tham gia vào chuỗi buổi hòa nhạc ảo Together at Home vào ngày 18 tháng 4 nhằm hỗ trợ cho Quỹ Đoàn kết Ứng phó COVID-19 của Tổ chức Y tế Thế giới (WHO), đồng thời quảng bá cho công tác giãn cách xã hội. Nhóm biểu diễn ca khúc "With You" trong một cuộc hội thoại online.

### 2020–nay:Super Onevà nghĩa vụ quân sự
Tháng 4 năm 2020, SuperM là nhóm nhạc SM đầu tiên tổ chức một buổi hòa nhạc trực tuyến, một phần của chuỗi sự kiện trực tuyến Beyond Live do SM Entertainment và Naver phối hợp tổ chức. Trong đêm diễn của nhóm vào ngày 26 tháng 4, nhóm biểu diễn các ca khúc từ album ra mắt của mình cùng với các ca khúc dự định phát hành nhưng chưa được công bố, trước sự theo dõi của 75.000 khán giả đến từ hơn 109 quốc gia. Doanh thu của đêm diễn, không bao gồm các vật phẩm và dịch vụ đi kèm, ước tính là 2 triệu USD.
Thàng 8 năm 2020, nhóm công bố album phòng thu đầu tiên, Super One, cho đợt ra mắt vào tháng 9 năm đó. Album được ra mắt sau một đĩa đơn ra mắt sớm, "100" (ra mắt ngày 14 tháng 8). Ngày 20 tháng 8, SuperM một lần nữa xuất hiện trên truyền hình Hoa Kỳ, trong chương trình Good Morning America, biểu diễn ca khúc "100". Trò chuyện trước phần trình diễn, Mark cho biết khán giả đang được chứng kiến một sân khấu giống với sân khấu mà họ đã dùng cho buổi hòa nhạc tại Beyond Live vào tháng 4.
Ngày 26 tháng 8 năm 2020, nhóm giành giải Seoul Mayor Award tại lễ trao giải Newsis K-Expo. Đây là giải thưởng đầu tiên của nhóm kể từ khi ra mắt.
Vào tháng 9 năm 2020, SuperM công bố hợp tác với Marvel cho một chuỗi các sản phẩm phiên bản giới hạn, ra mắt đồng thời với album Super One và đĩa đơn chính trong album, "One (Monster & Infinity)". Album giành vị trí thứ 2 trên bảng xếp hạng Billboard 200 và bán được 104.000 bản album tương đương, trở thành album thứ hai của nhóm lọt vào top 3 trong bảng xếp hang này, chỉ sau mini album ra mắt của họ. SuperM tham gia vào một sự kiện phát động trực tuyến về sức khỏe tâm thần, The Big Event, được thực hiện bởi WHO vào ngày 10 tháng 10. Nhóm biểu diễn ca khúc "Better Days" trong sự kiện, được phát sóng trực tiếp trên các trang mạng xã hội Facebook, Twitter, Linkedin, YouTube của tổ chức này.
Baekhyun nhập ngũ vào ngày 6 tháng 5 năm 2021, là thành viên đầu tiên của nhóm thực hiện nghĩa vụ quân sự. Taemin là thành viên thứ hai nhập ngũ vào ngày 31 tháng 5.

## Quảng bá thương hiệu

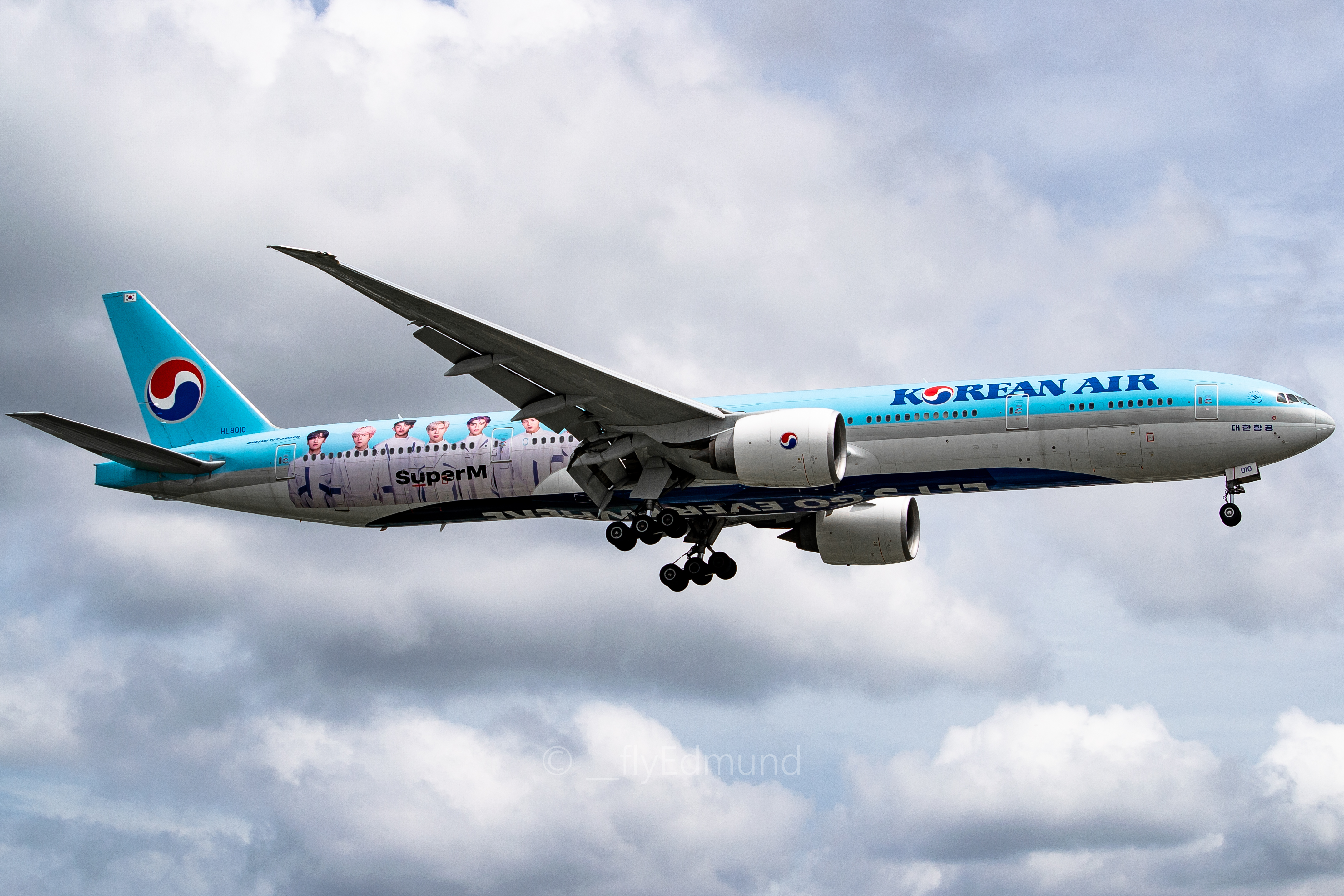
Một chiếc máy bay Boeing 777-300ER của Korean Air in hình ảnh SuperM.

SuperM đã được công bố là đại sứ toàn cầu cho Korean Air vào tháng 11 năm 2019. Vào ngày 4 tháng 11, nhóm đã xuất hiện cùng với BoA trong video hướng dẫn an toàn bay của Korean Air, và hiện đang được phát trên tất cả các chuyến bay của hãng. Bài hát trong video, "Let’s Go Everywhere", được phát hành vào ngày 18 tháng 11 năm 2019. Lợi nhuận thu được từ bài hát được quyên góp cho chiến dịch Global Poverty của dự án Global Citizen.
Ngoài sự xuất hiện của nhóm trong video hướng dẫn an toàn bay của Korean Air, SuperM còn được quảng bá thông qua một chiếc máy bay Boeing 777-300ER của hãng, có số đăng ký là HL8010. Một bức ảnh của cả bảy thành viên nhóm cùng với logo của nhóm ở dưới được in trên phần thân của chiếc máy bay này.
Tháng 1 năm 2021, công ty bảo hiểm Pru Life UK công bố chiến dịch hợp tác với SuperM mang tên "We DO Well Together". Chiến dịch kêu gọi người dân giữ gìn sức khỏe và lan tỏa năng lượng tích cực. Như một phần của chiến dịch, nhóm cho ra mắt đĩa đơn quảng bá "We Do", và MV được ra mắt vào ngày 9 tháng 4.

## Danh sách thành viên
- Baekhyun (EXO) – trưởng nhóm[6]
- Kai (EXO)
- Taemin (Shinee)
- Taeyong (NCT, NCT 127)
- Ten (NCT, WayV)
- Lucas (NCT, WayV)
- Mark (NCT, NCT 127, NCT Dream)

## Danh sách đĩa nhạc

### Album
| Tiêu đề   | Chi tiết | Vị trí xếp hạng cao nhất | Vị trí xếp hạng cao nhất | Vị trí xếp hạng cao nhất | Vị trí xếp hạng cao nhất | Vị trí xếp hạng cao nhất | Vị trí xếp hạng cao nhất | Vị trí xếp hạng cao nhất | Vị trí xếp hạng cao nhất | Vị trí xếp hạng cao nhất | Vị trí xếp hạng cao nhất | Doanh số                                                         | Chứng nhận          |
| Tiêu đề   | Chi tiết | Hàn Quốc                 | Úc                       | Bỉ                       | Canada                   | Pháp                     | Nhật Bản                 | JPN Hot                  | NZ                       | UK Dig.                  | Hoa Kỳ                   | Doanh số                                                         | Chứng nhận          |
| --------- | --- | ------------------------ | ------------------------ | ------------------------ | ------------------------ | ------------------------ | ------------------------ | ------------------------ | ------------------------ | ------------------------ | ------------------------ | ---------------------------------------------------------------- | ------------------- |
| Super One | - Phát hành: 25 tháng 9, 2020 (Hoa Kỳ) - Hãng đĩa: SM, Capitol - Định dạng: CD, cassette, kỹ thuật số, phát hành trực tuyến | 1                        | 82                       | 175                      | 69                       | 73                       | 7                        | 8                        | 40                       | 29                       | 2                        | - KOR: 560.032 - JPN: 4.019 - JPN: 28.518 (vật lý) - US: 107,900 | - KMCA: 2× Bạch kim |

### EP
| Tiêu đề | Chi tiết | Vị trí xếp hạng | Vị trí xếp hạng | Vị trí xếp hạng | Vị trí xếp hạng | Vị trí xếp hạng | Vị trí xếp hạng | Vị trí xếp hạng | Doanh số                                                         |
| Tiêu đề | Chi tiết | Hàn Quốc        | Bỉ              | Canada          | Pháp            | Nhật            | Anh             | Mỹ              | Doanh số                                                         |
| ------- | --- | --------------- | --------------- | --------------- | --------------- | --------------- | --------------- | --------------- | ---------------------------------------------------------------- |
| SuperM  | - Phát hành: 4 tháng 10, 2019 - Hãng đĩa: SM, Capitol - Định dạng: CD, LP, kỹ thuật số, phát hành trực tuyến | 3               | 130             | 38              | 11              | 7               | 19              | 1               | - KOR: 153,590 - CHN: 73.500 - JPN: 10.342 (Phy.) - USA: 244.100 |

### Đĩa đơn
| Tiêu đề   | Năm  | Vị trí xếp hạng | Vị trí xếp hạng | Vị trí xếp hạng | Vị trí xếp hạng | Vị trí xếp hạng | Vị trí xếp hạng | Vị trí xếp hạng | Vị trí xếp hạng | Doanh số     | Album  |
| Tiêu đề   | Năm  | Hàn Quốc        | K-pop Hot 100   | Canada          | Pháp            | Nhật            | New Zealand     | UK              | US              | Doanh số     | Album  |
| --------- | ---- | --------------- | --------------- | --------------- | --------------- | --------------- | --------------- | --------------- | --------------- | ------------ | ------ |
| "Jopping" | 2019 | -               | 84              | 85              | 140             | 27              | 24              | 96              | 25              | - JPN: 1.885 | SuperM |

### Đĩa đơn quảng bá
| Tiêu đề               | Năm  | Vị trí xếp hạng | Album                 | Ghi chú                  |
| Tiêu đề               | Năm  | Hàn Quốc        | Album                 | Ghi chú                  |
| --------------------- | ---- | --------------- | --------------------- | ------------------------ |
| "Let’s Go Everywhere" | 2019 |                 | Không nằm trong album | Quảng cáo cho Korean Air |

### Bài hát xếp hạng khác
| Tiêu đề                  | Năm  | Vị trí xếp hạng | Album  |
| Tiêu đề                  | Năm  | US              | Album  |
| ------------------------ | ---- | --------------- | ------ |
| "I Can’t Stand the Rain" | 2019 | 10              | SuperM |
| "Super Car"              | 2019 | 15              | SuperM |
| "No Manners"             | 2019 | 20              | SuperM |
| "2 Fast"                 | 2019 | 25              | SuperM |

## Danh sách video

### MV
| Tiêu đề                    | Năm  | Giám đốc   | Tham chiếu |
| -------------------------- | ---- | ---------- | ---------- |
| "Jopping"                  | 2019 | Woogie Kim | [ 27 ]     |
| "Let’s Go Everywhere"      | 2019 |            | [ 28 ]     |
| "ONE (Monster & Infinity)" | 2020 |            |            |
| "Tiger Inside"             | 2020 |            |            |
| "We Do"                    | 2021 |            |            |

## Danh sách buổi hòa nhạc

### SuperM: We Are the Future Live[29]

#### Lịch trình
| Ngày              | Thành phố          | Quốc gia | Địa điểm                  |
| Bắc Mỹ            | Bắc Mỹ             | Bắc Mỹ   | Bắc Mỹ                    |
| ----------------- | ------------------ | -------- | ------------------------- |
| 11 tháng 11, 2019 | Fort Worth         | Hoa Kỳ   | Dickies Arena             |
| 13 tháng 11, 2019 | Chicago            | Hoa Kỳ   | Trung tâm United          |
| 15 tháng 11, 2019 | Duluth             | Hoa Kỳ   | Trung tâm Infinite Energy |
| 17 tháng 11, 2019 | Fairfax            | Hoa Kỳ   | Eagle Bank Arena          |
| 19 tháng 11, 2019 | Thành phố New York | Hoa Kỳ   | Madison Square Garden     |
| 30 tháng 1, 2020  | San Diego          | Hoa Kỳ   | Viejas Arena              |
| 1 tháng 2, 2020   | Los Angeles        | Hoa Kỳ   | The Forum                 |
| 2 tháng 2, 2020   | San Jose           | Hoa Kỳ   | SAP Center                |
| 4 tháng 2, 2020   | Kent               | Hoa Kỳ   | Accesso ShoWare Center    |
| 6 tháng 2, 2020   | Vancouver          | Canada   | Rogers Arena              |
| Mỹ Latinh         |                    |          |                           |
| 9 tháng 2, 2020   | Thành phố México   | México   | Mexico City Arena         |
| Châu Âu           |                    |          |                           |
| 26 tháng 2, 2020  | Paris              | Pháp     | AccorHotels Arena         |
| 28 tháng 2, 2020  | Luân Đôn           | Anh      | The O2 Arena              |

#### Bị hủy
| Ngày             | Thành phố | Quốc gia | Địa điểm   | Nguyên nhân                     |
| ---------------- | --------- | -------- | ---------- | ------------------------------- |
| 23 tháng 4, 2020 | Tokyo     | Nhật Bản | Tokyo Dome | Ảnh hưởng của đại dịch COVID-19 |